# Бернард Тейлор
Бернард Тейлор (англ. Bernard Taylor; 26 червня 1957) — американський професійний боксер, призер Панамериканських ігор.

## Аматорська кар'єра
1975 року став срібним призером Панамериканських ігор у легшій вазі, програвши у фіналі Орландо Мартінесу (Куба). У травні 1976 року став чемпіоном США, але у червні того ж року програв у фіналі національної олімпійської кваліфікації Чарльзу Муні і не потрапив на Олімпійські ігри 1976.
1979 року став чемпіоном Панамериканських ігор у напівлегкій вазі та кваліфікувався на Олімпійські ігри 1980, але через політичний бойкот ігор з боку більшості країн Заходу: США, ФРН, Японії, а також більшості ісламських країн, пропустив Олімпіаду 1980.

## Професіональна кар'єра
1980 року став професіоналом і впродовж 1980—1982 років провів 18 переможних боїв.  16 жовтня 1982 року вийшов на бій проти чемпіона WBA у напівлегкій вазі Еусебіо Педроси (Панама) і змушений був задовольнитися нічиєю.
Через три роки Тейлор все ще був непереможеним у 34 боях (33-0-1) і йому дали ще один шанс на чемпіонство WBA у напівлегкій вазі. Цього разу суперником став ірландець Баррі Макгіган, який скинув Педросу. Тейлор, не вийшовши на дев'ятий раунд, програв технічним нокаутом.
Він отримав третю можливість на чемпіонство в бою проти чемпіона IBF у другій напівлегкій вазі Джона Джона Моліни (Пуерто-Рико) 9 жовтня 1993 року і знову програв технічним нокаутом у восьмому раунді.